# Alphonse Jean Ernest Mailly
Alphonse Jean Ernest Mailly   (àrea metropolitana de Brussel·les, 27 de novembre de 1833 - Brussel·les, 15 de gener de 1918) fou un organista i compositor belga, del període del Romanticisme. El 1861 fou nomenat professor de piano, i el 1868 d'orgue del Conservatori de Brussel·les, on entre d'altres alumnes tingué a Charles M. Courboin (1884-1973). Ja el 1858 Berlioz el considerava un organista excepcional. És autor de diverses composicions orquestrals i instrumentals, motets, melodies vocals i corals.